# 星一徹
星 一徹（ほし いってつ）は、梶原一騎原作・川崎のぼる作画の野球漫画・アニメ『巨人の星』に登場する架空の人物で、主人公である星飛雄馬の父である。右投げの三塁手だった。現役時代は右投げ左打ちだったが、引退後、飛雄馬を鍛えるときと中日コーチ就任時は右投げ右打ちとなった。
アニメ版での声優は加藤精三。

## 来歴
年齢、生年については原作ではどこにも触れられていない。一徹現役時代に川上哲治を呼び捨てにしてタメ口で話していた（飛雄馬の巨人入団以降は「川上さん」と呼んで敬語使用）ことから、河崎実は『「巨人の星」の謎』で「一徹は川上と同い年」と推定している。すると一徹初登場の昭和32年（アニメ）または昭和33年（原作）で37歳か38歳。『新・巨人の星II』最終回で川上哲治と同い年だったとすると58歳になる。また、川上と同期入団で同い年（1919年生まれ、川上は1920年3月の早生まれ）の吉原正喜を「吉原さん、吉原先輩」と、川上・吉原より1学年下（1920年12月生まれ）の嶋清一を「嶋君」と呼んでいたことからも推測される。
また、一徹入団時に当時の監督藤本定義から「出征した水原君のあとの3塁を守ってもらう。」と言われていたことから、また嶋清一との会話の中で「会社を休んで甲子園の君の試合を見に行った。」と語っていたことから、一徹は水原が出征した1942年に社会人を経由して、巨人軍に入団したと推測される。
アニメでは過去が詳細に描かれている。中学時代から野球のラジオを聴くなど野球に情熱を燃やしていたが、貧乏な家に生まれたばかりに暴力癖のある父親に有り金を叩いて買ったズック靴を燃やされるなど苦難が続いた。中学卒業後、小さな建設会社に勤めつつ親の目を盗んでは、草野球に励んでいた。その練習中の光景を見た川上に才能を見出され巨人軍に入団。テストなどでも好成績を収めてメンバーからも注目を浴びた。
その後、審判の吉川の紹介で小料理屋で女中をやっていた春江と出会い、一目惚れし結婚。一軍入りを果たし、妻も第一子の明子を身籠り意気揚々としたところに、召集令状が届き戦争に出征。当時、野球選手は真っ先に戦場に送られており（鎮魂の碑を参照）、一徹も南方戦線に送られた。
その後、復員し焼け野原となった東京で吉川と再会。吉川の案内でバラック小屋で暮らしていた妻・春江とも再会し、そこで初めて幼児にまで成長した娘・明子と対面を果たす。プロ野球への復帰を促されるも肩を壊してしまった事を理由に一度は拒否。吉川の強い勧めで復帰するが、壊した肩では一塁にまで送球できず途中でゴロになってしまい、途方に暮れる。そんな中、川上や家族の激励を受け魔送球を編み出した。

### 巨人軍選手時代
物語開始以前（昭和16 - 18年頃?）巨人軍に在籍、のちに川上哲治が「長嶋茂雄を超えていたはずの幻の史上最高の三塁手」と評したほどの名選手だった。太平洋戦争の折に徴兵を受け戦場へ赴く。戦場で利き肩を負傷し、以前の様な送球能力を失ってしまった。帰国当初は野球にやる気を失っていたが、妻・春江の励ましや戦場で交わした吉原正喜・嶋清一との約束を果たすために再起。巨人へ復帰後は送球の遅さを補うため、一塁へ走る打者走者の目の前を横切ってから急激に曲がって一塁手に渡る「魔送球」なる奇手を編み出す。が、球が当たらぬ事を読まれない為に時折走者にぶつけると発言、その考えを「巨人軍の伝統にふさわしくない」と川上哲治から非難されたことで、自らの過ちを恥じてプロ野球界から去った。
原作冒頭で記者が読み上げた資料によると、一徹は巨人軍で昭和17年と同23年だけに登録されていた。ちなみに、原作第1巻の川上哲治が魔送球を回想したシーンでの一徹の背番号は18。

### 息子・飛雄馬誕生後
市井の民となった後はドヤ街の長屋に住み、日雇い人夫として家族を養うが野球への未練を断ち切れず、酒浸りの荒れた日々を送る。そんな思いは妻・春江の死を経て、息子・飛雄馬への猛烈な野球の英才教育へ傾倒する原動力となった。アニメでは、春江の生前に巨人を引退した後は、人夫仕事で家族を養う俗に言うマイホームパパで、飛雄馬に野球をやらせる事には誰よりも反対していた。
この頃の特訓は後年に比べても常軌を逸したものも多く、成長期で骨格や筋肉の未発達な飛雄馬に"大リーグボール養成ギプス”と呼ばれる、筋力増強を目的とした身体装着型器具を常時装着させたり、ある時などは長屋の真ん中で、ガソリンをかけ火をつけたボールを飛雄馬（このときの格好は猿股一丁にサンダル）にノックし、飛雄馬にサンダルで火の球を蹴りかえさせ、一塁方向へ送る訓練を連日続けたりしている。
この様な日々が続き、幼い飛雄馬は相当に父を憎んだが、前述の通り（飛雄馬・幼少期の項参照）なんとか野球の楽しさに目覚めてくれた飛雄馬はジャイアンツ入団の決意を父に語る。この際、一徹は宵の明星を指差し「巨人の星」に例え、飛雄馬に巨人の大きな明星となる様に励ます。以後一徹はその日まで禁酒を宣言して ぷっつりと酒を断ち、以降は若干親らしい愛情も見せる様になった。但し、厳しい特訓癖はその後も永きに亘り持続している。

### 親子から師へ、そして敵へ
飛雄馬の青雲高校在校中、野球部監督の候補者を探し回っては断られた伴大造の依頼で青雲高校の野球部監督を引き受けるが、部の実力が甲子園レベルまで向上した事を見届けるかの如く、東京都大会直前に退任。
1968年オフ、川上監督直々の二軍コーチ就任要請を断り、打倒・巨人に燃える中日ドラゴンズの招聘により、セントルイス・カージナルスの打者オズマを獲得することを条件にコーチに就任。背番号は「84」だが、この番号を選んだ理由は飛雄馬の「16」と足して「100」とすることで「親子で完璧を目指す」という思いを含んでいる。
就任と同時に“大リーグボール打倒ギプス”による特訓の結果、オズマは飛雄馬の大リーグボール1号を破る事に成功するものの、新たに飛雄馬が開発した大リーグボール2号に敗れる。
その年のオフではオズマが契約切れでの帰国することになり、巨人からトレードで伴を獲得。伴に鬼と呼ばれるほどの苛烈な特訓を課し、伴を飛雄馬の刺客に改造する事に没頭した。
最後は投手生命を犠牲にして伴と自身との最終決戦に勝利した飛雄馬をたたえ、アニメでは飛雄馬を背負い、親子共々球場を去っていくという感動的なシーンを迎えた（原作ではそこまではしないが、やはり飛雄馬との勝負終了を微笑と共に宣言した）。
中日コーチ時代、一徹は水原監督から作戦や代打起用の面でも指揮を任され、ヘッドコーチに近い役割を持つと同時に現実では水原監督が行なっていた三塁ベースコーチも任された（コーチャーズボックスでもウィンドブレーカーを必ず羽織っていた）。本来なら1970年から巨人OBの与那嶺要が中日のヘッドコーチになっていたはずだが、作品ではほとんど描かれておらず、与那嶺は『侍ジャイアンツ』と『新・巨人の星』で中日の監督、後に巨人コーチとして登場する。

### その後（『新・巨人の星』以降）
老境にさしかかり、服装を和装に改め、頭髪こそ急速に白くなった（設定では当時まだ55 - 58歳）ものの、若いうちに鍛え上げた心身は老いてもなお健在。花形と明子の結婚後も「ご立派な佇まい」の花形邸に住もうとはせず、安アパートで独居生活を営む。杖を突き、老人さながらだが、肉体はさほど衰えておらず、アスレチッククラブ（今で言うフィットネスクラブ）ではボディービルダーに負けないぐらいのメニューをこなすところも見せた。ただ、野球以外の事に成ると性格が丸くなっており、あんみつなど俗っぽいものも食す様になり、息子の飛雄馬からは「あんな父ちゃんは見たくない」と言われるほど別人と化していた。
そんな折、伴を通して巨人軍復帰を密かに誓いトレーニングを積む飛雄馬と再会する。当初は巨人復帰に反対し、「左腕時代の飛雄馬は完全に巨人の星をつかんだとはいえなかった」と厳しい評価をするが、飛雄馬が復帰してからは、伴と同様、巨人OBとして飛雄馬に協力。下半身につける「大リーグボール養成ギプス右投手用」を作って飛雄馬に与え、伴とともに飛雄馬の「大リーグボール右1号」開発の特訓に参加している（アニメでは大リーグボール右1号開発は飛雄馬とアニメオリジナルキャラクターの丸目の二人）。
これ以降、アニメと漫画原作とでは彼の人生に大きな違いが見られる。
- アニメ『新・巨人の星II』のラストでは、飛雄馬が日本シリーズをパーフェクトで勝利に導くのを見届けるのと同時に、自室で坐したまま伴宙太に看取られた。飛雄馬の雄姿を見届けながら激動の人生を終えていく。一徹の年齢は劇中で一切明らかでないが原作『新・～』の最終話の舞台となった1978年だとすると川上哲治が当時58歳なので一徹もその前後だったと思われる。ただ、アニメの『新・～II』は後半になって話が原作や史実から離れ、時代設定が未確定になっている。
- 漫画『新・巨人の星』及び『巨人のサムライ炎』では最後まで存命し、二軍コーチとして巨人に尽力する飛雄馬を「飛雄馬は二度も巨人の星になった」と言って評価するようになっている。

このようにアニメの終盤では死んだことになっているが、その後のパロディやCMなどでは、たびたび「復活」している。

## 人物像

### 父親としての一徹
一徹というキャラクターは、日本でもっとも有名な父親像のひとつである。
身を粉にして高度経済成長期を日雇い労働者として支え、同時に息子を一流投手に育てあげ、後に彼の乗り越えるべき最大の壁として立ちはだかる一徹は、昭和中期における理想の父親像でもあった。自分の果たせなかった夢を息子に強要するのは、作中で飛雄馬も繰り返し反発している通り父親のエゴといえる。しかし、戦争や戦後の復興期を生き抜き、生活を支えることだけで精一杯だった戦中戦後の世代にとって、親が子に夢を託すのというのは、時代的な傾向でもあった。
作中、飛雄馬が巨人入りしてからは、一徹も性格が丸くなり「親ばか」「マイホームパパ」と称される場面もあるほど、飛雄馬への優しさを見せるようになる。
しかし、飛雄馬と明子が自立し、親を不要としたその時から、ある種の自覚を抱く。「息子が成長する過程で身近な先輩は父である。先輩は実力で後輩に負けるわけにはいかない」と妻の遺影に語り、以後は飛雄馬の敵の一人として最後まで立ちふさがるようになる。
自分の子供が大人として脱皮するにあたり、言葉ではなく体当たりで自らが男の模範になろうとした一徹なりの父親像と深い愛情は、共に戦う弟子であり、飛雄馬の親友である伴のみが理解するに留まる。他者から「鬼」とさえ称されるほど、表面的には厳しい仕打ちを勝負を通して飛雄馬に与えた。
現実の社会では、1970年代を過ぎて日本が豊かさを取り戻す頃には、家庭のあり方に変化が起きはじめた。ホームドラマの影響やコミュニケーションの変化で親子の距離が縮まったほか、経済成長による女性の社会進出で核家族化が進むようになると、「父親は外に出て働き絶対的な権力を持つ」という考えが古いものとされるようになり、一徹の「強い父親像」は時代と大きなズレが生じてしまう。（※）
漫画の世界でも、巨人の星のほかに「あしたのジョー」や「愛と誠」など時代を席巻した梶原一騎を筆頭とした大仰な表現を用いた劇画は、ギャグやスマートな作風の漫画に押され姿を消そうとしていた。さらに「ちゃぶ台返し」「火の玉ノック」などが、行き過ぎたスパルタ教育の弊害としてパロディ化されて描かれた。また、1980年代に入り、子供の人権が尊重され、体罰が問題視されるようになると、一徹の子供に親の夢を強要するエゴイズムやスパルタ教育が度々、様々なメディアで育児の悪しき例として槍玉に挙げられ、星一徹の名はスパルタ教育の代名詞となった。
一徹の父親像は、時代と親子関係の変化に伴い、その都度メディアに取り上げられるほどの影響力があったのは事実である。しかし、そのパーソナリティの本質である「深い愛情」には一切触れられず、ちゃぶ台返しとスパルタ教育をキーワードに様々な世代に歪められて記憶される結果となってしまった。
その一方で「父性の喪失」に対しては、一徹の存在がある種の郷愁をまとって振り返られるようにもなる。
現在においても『一徹』という名前は「スポーツ選手の父親」の代名詞的存在である。しかし、そこには「息子（娘）をエリートに育てようとするあまり、度がすぎて（飛雄馬の様な）歪んだ人格の持ち主にする人物」という揶揄が含まれることが多い。プロ、アマを問わず、一部有名スポーツ選手の親にもそういう性向が見られる。だが、「獅子は千仞の谷にわが子を落とし、這い上がったものを後継とする」という本来の一徹像とは異なるものである。
星一家（星飛雄馬・星一徹・星明子・星春江）は、根性という言葉を常に頭に置いているが、一家は涙もろい面もあり、星一徹でも涙をこぼすこともある。

### 野球人としての一徹
一徹は傑出した野球人だが、飛雄馬の育成にあたっては「協調性」や「チームプレー」については後手に回らざるをえなかった。秘密主義を通したのは、（昨今の若手スポーツ選手に見られる）早いうちからマスコミに持ち上げられ精神的な成長がないまま自滅するのを嫌ったためであるが、これが後の飛雄馬のスタンドプレー気質を促したと言える。
一徹はもっぱら長屋で飛雄馬にマンツーマンで野球を教えており、飛雄馬が初めてチームプレーの野球を知ったきっかけは、皮肉にも野球を嫌悪して家出して花形満と出逢ったことであった。つまり、父親に押し付けられていた野球を嫌がって家出した少年が、草野球にたまたま参加して野球の本当の面白さを知るという話である。そこで飛雄馬は王に守備の甘さを指摘され、個人コーチの限界を味わった。一徹が飛雄馬にチームプレーの重要性を諭すのは高校野球まで待たなければならない。
青雲高校野球部の短期監督に就任した際などは、大リーグのベルト打法にヒントを得たという「へそ打法」で青雲の打者に飛雄馬の剛速球を打たせ「自分一人さえいれば勝てる」と鼻を高くする飛雄馬にチームプレーの尊さを教えた。
一徹の育成方針はいわゆるスパルタ式に相当するものであるが、いたずらに特訓したり単純に精神論を説くというものではなく、技術的な裏付けと目標に到達するための精神（＝根性）を育成させるためのである。オズマの大リーグボール打倒ギプスや伴のトレードに関しても、相手を論理的に説得している。
左門豊作が飛雄馬の消える魔球に関する弟、妹たちからのスパイ情報を拒否したことについて、一徹は「勝負魂」として評価していたが、一方で、一徹は明子が口を滑らした情報は採用している（左門も牧場春彦がうっかりして漏らした「スコアを見た星君のお父さんが急に青ざめ…」の言葉から飛雄馬の速球の弱点に気づいた）。

### 新巨人の星以降の一徹
前作では徹底して息子にたいして冷徹な態度を見せ続けた一徹だが、本作では自分の身勝手な行いが息子を破滅に導いてしまったと後悔し、完全に考え方を改め、新巨人の星では飛雄馬にたいしての態度は終始温厚な態度を見せた。彼の巨人復帰に反対し息子の身を案じ、前作までには無かった父としての優しさの一端が見せる。彼が巨人を復帰して以降は完全に和解しており伴と共闘し彼を支援しこれが大リーグボール右1号の完成に繋がる事となった。この時の特訓の際はかつてのスパルタ的なものではなく飛雄馬自身の身を案ずるそぶりを見せるなど良き父として息子を支え続けた。実際に飛雄馬との会話でこういうやり方も悪くはなかったと言っている。事実、飛雄馬自身も野球人生でこんな楽しい時間はないと言っていた。下半身につける「大リーグボール養成ギプス右投手用」をわたす際もあくまで飛雄馬自身の選択に委ね強制はしなかった。

## 住まい
飛雄馬と明子がマンションに引っ越したのち一人暮らしを始め、中日のコーチに就任した後は名古屋住まいとなるが、しばらくは東京下町の長屋の星家を借り続け、オズマによる大リーグボール1号打倒直後のオールスターの時期などは長屋に帰って春江の遺影に語りかけていた。しかし、消える魔球が打たれたあとには長屋が取り壊されている。
河崎実は『巨人の星の謎』（宝島社）で「一徹の名古屋での生活は作品に全く出てこない」とし、「一徹は明子が結婚したあとも豪邸を拒否して独居するほどの偏屈だったから、中日コーチ時代から質素なアパート暮らしだったのだろう」と推定しているが、実際は大リーグボール3号登場直後に「中日ドラゴンズ宿舎」で和服を着てくつろぐ一徹とワイシャツ姿の伴が「関西スポーツ」紙の記事について語る場面がきちんと描かれている（終盤の「ある座談会」後半）。
河崎実は一徹が東京の長屋で「巨人軍の親会社の新聞」ともう一紙別のスポーツ新聞を購読していたことに注目し、「名古屋に引っ越した一徹は購読紙を『中日新聞』に変えたか」と推定している。
アニメでは民宿のようなところに泊まっている場面が多い。
『新』以降はアパート暮らしとなるが、自宅に風呂はなく銭湯通いをしていた。が、貧しいと言う訳ではなく、テレビなどの家具も揃っている。

## 経済面
一徹は長屋の貧乏生活時代にバネ6本で「大リーグボール養成ギプス」を作ったが、中日コーチ就任直後は約50本ものバネで「打倒ギプス」を製作（柳田理科雄は「49本」と書いているが、それは前から見えるバネだけ）。また、一徹は川上監督に伴トレードを承諾させるため、花形と左門の消える魔球打倒特訓を視察し、名古屋住まいのはずが冬の六甲山から九十九里浜まで一人で移動し（アニメでは一新聞記者に依頼して代理で調査させ、電話で報告させていた）、海外旅行中の川上夫妻に国際電話をかけ、川上監督一行が帰国する空港におもむいて一人で待ち受け、その場でトレードを成立させていた。

## コーチ辞任の巨人、中日との関係
1970年の初め、一徹が語った伴トレードの目的は「打倒巨人」、「中日優勝」と「大リーグボール3号も4号もたたく」ことだった。しかし1970年に飛雄馬が3号のあとに失踪すると一徹と伴はあっさりと退団し、その年、中日は優勝できなかった。中日が優勝するのは1974年で、梶原漫画では与那嶺要率いる中日が大砲万作を起用して昇り竜のように強くなっており、大洋（現・横浜DeNA）の左門豊作以外の『巨人の星』レギュラーは球界を離れていた。一徹が伴を使って打倒するはずだった「大リーグボール4号」に当たる右1号の「蜃気楼の魔球」は一徹と伴自身が協力したもので、時代もすでに1978年になっており、この時期には与那嶺要も古巣・巨人に戻ってコーチとなり、飛雄馬たちの特訓を長嶋に報告していた。

## その他
これまで述べたとおり、一徹は厳格な性格が目立っているが、論客である原作者・梶原一騎の思想を色濃く反映した存在である。原作漫画連載後期では掲載誌・週刊少年マガジン誌上に梶原が執筆した『星一徹のモーレツ人生相談』なる題名の人生相談コーナーが巻末に連載され、読者の悩みに“一徹”の名を借りて、厳格かつ少々甘めにズバッとアドバイスしていた。
- 明子・飛雄馬に対しては、鎌倉時代の執権・北条時頼にまつわる「鉢の木」の逸話、国定忠治と千葉周作の逸話、坂本龍馬の生き様などを語って聞かせるなどしている。カーブの創始者についてはキャンディ・カミングスでなく、フレッド[6]・ゴールドスミス説を支持している（KC11巻、文庫7巻、「契約更改」）。
- 一徹が飛雄馬に教えた坂本龍馬の台詞「死ぬときはどぶの中でも前のめり」は出典不明。もちろん、龍馬が実際にそういう死に方をした訳ではない。ところが、宝島社『マンガの読み方』によると、漫画の性質上、龍馬がどぶの中で前のめりに倒れる絵が何度か出てくるせいで、一部読者の中には「龍馬はドブの中で腹ばいに倒れて死んだ」と勘違いした人が多いという。
- 妻・春江の遺影には、撮った方向から見て右斜め前と左斜め前の両方があり、裏焼きでない限り少なくとも3種類はある。
- 名前の由来は「頑固一徹」から。なお、頑固一徹の語源は戦国時代の武将稲葉一鉄とされる。
- 一徹が怒ったときのちゃぶ台をひっくり返すシーンは、後日パロディ化もされた。ただし実際劇中で一徹がちゃぶ台をひっくり返したのは2回のみである。主題歌の流れるエンディングの映像に毎回流れる事から、一徹は怒ると毎回ちゃぶ台をひっくり返すという印象がついたとされる。またちゃぶ台は丸いテーブルのイメージがあるが、実際は四角である。従来はこのちゃぶ台返しの場面は一度しかないとされていたが、この一度だけとの説は間違いで第2話、第120話の2回あることが2008年12月18日放送『思い込みは一生の恥!クイズ本当にそれでいいんですね?』で判明した[7]。
- 2010年、NTT番号情報株式会社が提供しているiタウンページの宣伝大使として星一徹が任命された。
- 2012年、明子・飛雄馬・花形満（＝後の娘婿）共々auのCMキャラクターとして起用される。直接の競合分野ではないものの、一家でライバル陣営への移籍となった。担当声優は当初は全員オリジナルキャストだったが、後に一徹のみ斎藤志郎に交代。

※ この他、彼のパーソナリティに関する詳細な分析は恒星社厚生閣より2001年に出版された研究書『社会学的世界 増補改訂版』などに詳しい。